# Chuck Adams
Chuck Adams (Pacific Palisades, 23 aprile 1971) è un ex tennista statunitense.

## Carriera
In carriera ha vinto un titolo nel singolare, il Seoul Open nel 1993. Nei tornei del Grande Slam ha ottenuto il suo miglior risultato raggiungendo il quarto turno nel singolare agli US Open nel 1993.

## Statistiche

### Singolare

#### Vittorie (1)
| Numero | Anno           | Torneo           | Superficie | Avversario in finale | Punteggio |
| 1.     | 25 aprile 1993 | Seoul Open, Seul | Cemento    | Todd Woodbridge      | 6-4,6-4   |

#### Finali perse (3)
| Numero | Anno             | Torneo                        | Superficie | Avversario in finale | Punteggio |
| 1.     | 28 agosto 1994   | Schenectady Open, Schenectady | Cemento    | Jacco Eltingh        | 3-6, 4-6  |
| 2.     | 13 novembre 1994 | Kremlin Cup, Mosca            | Sintetico  | Aleksandr Volkov     | 2-6, 4-6  |
| 3.     | 15 gennaio 1995  | Heineken Open, Auckland       | Cemento    | Thomas Enqvist       | 2-6, 1-6  |